# Paysandú
Paysandú er en by i den vestlige del af Uruguay, beliggende på grænsen til nabolandet Argentina. Den er med et indbyggertal (pr. 2004) på cirka 85.000 landets tredjestørste by. Byen blev grundlagt i 1749 og er hovedstad i Paysandú-departementet. 